# Bluffton (Karolina Południowa)
Bluffton – miasto w Stanach Zjednoczonych, w stanie Karolina Południowa, w hrabstwie Beaufort.